# Oļegs
Oļegs ist ein lettischer männlicher Vorname. Eine russische Form des Namens ist Oleg, eine skandinavische und deutsche Form Helge.

## Namensträger
- Oļegs Baikovs (* 1984),  Fußballspieler
- Oļegs Laizāns (* 1987),  Fußballspieler
- Oļegs Maļuhins (* 1969),  Biathlet
- Oļegs Meļehs (* 1982),  Radrennfahrer
- Oļegs Sorokins (* 1974),  Eishockeyspieler
- Oļegs Znaroks (* 1963), Eishockeyspieler und -trainer